# BEGIN ライブ大全集
『BEGINライブ大全集』（ビギンライブだいぜんしゅう）は、BEGINのライブ・アルバム。2008年3月26日発売。発売元はテイチクエンタテインメント系列のインペリアル・レコード。規格品番：TECI-1179/80。

## 解説
膨大にストックされたライブ・テイクから選曲された公式ライブ・アルバム。1993年から2007年までの音源を収録。封入歌詞ブックレットには、音楽ライターによるライナーノーツが掲載。パッケージは、三方背ボックス・ケース入。インペリアル・レコードの公式サイトでは、『BEGINシングル大全集』（2005/2/23発売・TECI-1082/3）の兄弟アイテムと紹介している。CDジャケットのイラストレーションも『BEGIN シングル大全集』と同じく笹尾俊一による。

## 収録曲
全作詞・作曲：BEGIN（特記以外）

### Disc.1
1. 島人ぬ宝（一五一会バージョン）
  - 東京・新宿コマ劇場（2007/11/24）公演より
2. 涙そうそう
  - 作詞：森山良子
  - 東京・渋谷CLUB QUATTRO（2007/6/22）公演より
3. 三線の花
  - 大阪・フェスティバルホール（2007/3/28）公演より
4. 恋しくて
  - 大阪・梅田芸術劇場メインホール（2007/12/12）公演より
5. ミーファイユー[1]
  - 高知・高知市文化プラザかるぽーと（2007/4/18）公演より
6. ここから未来へ
  - 福島・南相馬市民文化会館（2007/11/9）公演より
7. ハイサイCalifornia
  - 東京・文京シビックホール（2004/10/18）公演より
8. 今宵B.Y.Gで
  - 東京・渋谷B.Y.G（2005/3/19）公演より
9. 海 - 文部省唱歌
  - 作詞：林柳波　作曲：井上武士
  - オアフ島・カピオラニ公園野外ステージ（2004/9/4）公演より
10. 憧れのハワイ航路 - 岡晴夫のカバー
  - 作詞：石本美由起　作曲：江口夜詩
  - オアフ島・カピオラニ公園野外ステージ（2004/9/4）公演より
11. オジー自慢のオリオンビール
  - オアフ島・カピオラニ公園野外ステージ（2004/9/4）公演より
12. オバー自慢の爆弾鍋
  - 東京・渋谷B.Y.G（2005/3/19）公演より
13. 竹富島で会いましょう
  - 北海道・札幌サンプラザホール（2003/7/28）公演より
14. ボトル二本とチョコレート
  - 東京・日本武道館（2005/3/17）公演より
15. その時生まれたもの
  - 沖縄・宜野湾海浜公園屋外劇場（2005/6/25）公演より

### Disc 2
1. 誓い
  - 東京・日本武道館（2005/3/17）公演より
2. Blue Snow
  - 作詞：BEGIN・川村真澄　作曲：BEGIN・山田直毅
  - 大阪・梅田芸術劇場メインホール（2007/12/13）公演より
3. 青い瞳のステラ、1962年 夏… - 柳ジョージ&レイニーウッドのカバー
  - 作詞：水甫杜司　作曲：上綱克彦
  - 京都・都雅都雅（1993/5/18）公演より
4. いつものように
  - 京都・都雅都雅（1993/11/5）公演より
5. 東京Ocean
  - 大阪・大阪厚生年金会館芸術ホール（2000/12/21）公演より
6. After The Goldrush
  - 作詞：BEGIN・田代五月
  - 大阪・大阪厚生年金会館芸術ホール（2000/12/21）公演より
7. 未来の君へ
  - 沖縄・沖縄コンベンション劇場（2003/12/26）公演より
8. イラヨイ月夜浜
  - 作詞：大島保克　作曲：比嘉栄昇
  - 長崎・諫早文化会館（2001/10/30）公演より
9. 島人ぬ宝
  - 鹿児島・奄美文化センター（2003/4/23）公演より
10. おつかれさん
  - 京都・京都会館第2ホール（2001/12/24）公演より
11. NO MONEY BLUES
  - 京都・都雅都雅（2002/5/27）公演より
12. おっちゃんタクシー
  - 東京・渋谷B.Y.G（2005/3/19）公演より
13. Bourbon & Pineapple Pizza
  - 宮城・仙台フォーラスサンクホール（1998/11/10）公演より
14. MC
  - 兵庫・神戸チキンジョージ（1997/9/22）公演より
15. I shall be released - ボブ・ディランのカバー
  - 作詞・作曲：ボブ・ディラン　訳詞：友部正人
  - 兵庫・神戸チキンジョージ（1997/9/22）公演より

## 関連作品
- 音楽旅団（TECN-28021） - Disc.1 M-4、Disc.2 M-4
- GLIDER（TECN-30077） - Disc.2 M-2
- THE ROOTS（FHCF-2049） - Disc.2 M-13
- MY HOME TOWN（FHCF-2116） - Disc.2 M-3
- USED（FHCF-2254） - Disc.2 M-8・15
- 音楽旅団II（TECN-30368） - Disc.2 M-6
- Tokyo Ocean（TECN-30383） - Disc.2 M-5・7
- ビギンの島唄 〜オモトタケオ〜（TECN-20647） - Disc.1 M-13、Disc.2 M-8
- BEGIN（TECN-30668） - Disc.1 M-2、Disc.2 M-12
- BEGIN BEST 1990-2000（TECN-30695） - Disc.2 M-10
- MUSIC FROM B.Y.G（TECN-30740） - Disc.1 M-8・14、Disc.2 M-11
- ビギンの島唄 〜オモトタケオ2〜（TECN-20798） - Disc.1 M-11・12、Disc.2 M-9
- ビギンの一五一会（TECN-24906） - Disc.1 M-15
- ビギンの一五一会 58ドライブ（TECN-20915） - Disc.1 M-9・10
- Ocean Line（TECI-1067） - Disc.1 M-7
- オキナワン フール オーケストラ（TECI-1151） - Disc.1 M-3・5
- ビギンの一五一会2（TECI-1184） - Disc.1 M-6、Disc.2 M-1

## 主なタイアップ
- 恋しくて - 日産自動車 "カルテット" CMソング
- 涙そうそう - TBS系列『はなまるマーケット』エンディング・テーマ
- 三線の花 - 東宝配給映画『涙そうそう』挿入歌
- ミーファイユー - 東京テアトル配給映画『恋しくて』主題歌
- ここから未来へ - NHK地域応援キャンペーン「ここから未来を作ろう」キャンペーン・ソング
- その時生まれたもの - 沖縄電力30周年記念イメージ・ソング